# Équipe du Togo féminine de football
Cet article traite de l'équipe féminine. Pour l'équipe masculine, voir Équipe du Togo de football.
Maillots
L'équipe du Togo féminine de football est l'équipe nationale qui représente le Togo dans les compétitions internationales de football féminin. Elle est gérée par la Fédération du Togo de football et est reconnue par la FIFA. 

## Histoire

### Contexte et développement
Le développement du football féminin en Afrique fait face à de sérieux problèmes, dont le manque de financement, l'accès limité à l'éducation, la pauvreté chez les femmes, les inégalités et les outrages aux droits de l'homme dont sont victimes les femmes,,,. L'essentiel des aides au football féminin en Afrique provient de la FIFA plutôt que des fédérations nationales. De nombreuses footballeuses quittent d'ailleurs le continent pour trouver de meilleures opportunités en Europe du Nord et aux États-Unis.
La fédération nationale, la Fédération togolaise de football, a été fondée en 1960 et s'est affiliée à la FIFA en 1964,. Elle dispose de quinze personnes s'occupant du football féminin. Le football est le quatrième sport préféré par les femmes au Togo, derrière le basket-ball, le handball et le volley-ball. Sa popularité est toutefois grandissante. Le pays avait 380 joueuses licenciées en 2006, contre 180 en 2000. Le football féminin a commencé à se structurer en 2000. En 2006, il y avait 105 clubs de football au Togo, dont 11 de football féminin. Une compétition nationale de football féminin a été créée en 2006, et était encore active en 2009,.

### Création de l'équipe
Le Togo joue son premier match officiel le 19 février 2006 contre Sao Tomé-et-Principe (victoire 3-0) dans le cadre des qualifications pour le Championnat d'Afrique de football féminin 2006. Les Togolaises n'ont jamais participé à une phase finale de compétition majeure de football féminin, que ce soit la Coupe d'Afrique des nations, la Coupe du monde ou les Jeux olympiques.
L'Algérie devait initialement rencontrer le Togo lors du premier tour de la Coupe d'Afrique des nations féminine de football 2016, mais les Togolaises se retirent de la compétition en février et sont remplacées par l'Éthiopie ; la CAF décide d'exclure le Togo de l'édition 2018.
Le Togo se qualifie pour la première compétition majeure de son histoire en remportant le deuxième tour des qualifications à la Coupe d'Afrique des nations féminine de football 2022 contre le Gabon le 23 février 2022.

## Palmarès

### Parcours enCoupe du monde
- 1991 : Non inscrite
- 1995 : Non inscrite
- 1999 : Non inscrite
- 2003 : Non inscrite
- 2007 : Non qualifiée
- 2011 : Retrait
- 2015 : Non inscrite
- 2019 : Non qualifiée
- 2023 : Non qualifiée

### Parcours auxJeux olympiques d'été
- 1996 : Non inscrite
- 2000 : Non inscrite
- 2004 : Non inscrite
- 2008 : Non inscrite
- 2012 : Non inscrite
- 2016 : Non inscrite
- 2020 : Non inscrite

### Coupe d'Afrique des nations
- 1991 : Non inscrite
- 1995 : Non inscrite
- 1998 : Non inscrite
- 2000 : Non inscrite
- 2002 : Non inscrite
- 2004 : Non inscrite
- 2006 : Non qualifiée
- 2008 : Non inscrite
- 2010 : Retrait
- 2012 : Non inscrite
- 2014 : Non inscrite
- 2016 : Non qualifiée
- 2018 : Non qualifiée
- 2022 : 1er tour

## Annexe